# 최욱 (전한)
최욱(崔昱, ? ~ ?)은 전한 초기의 관료로, 동래후(東萊侯) 최업(崔業)의 아들이다.

## 행적
태상을 지냈다.
시호를 신(信)이라 하였고, 작위는 아들 최소가 이었다.
최욱은 오로지 《신당서》에서만 존재가 확인되는 인물로, 《사기》·《한서》 등 전한 관련 사료에서는 보이지 않는다. 동래후 또한 사기 · 한서에는 분봉 기록이 없는 것으로 보아, 신빙성은 낮다.

## 출전
- 구양수 외, 《신당서》 권72상 재상세계2 上